# Science fiction & fantastica
Science fiction & fantastica är en science fiction-bokserie med tolv titlar utgiven av Bernces förlag i Malmö 1973-1975. Redaktör var författaren, översättaren och science fiction-kännaren Sven Christer Swahn.  
Fastän serien utgavs i pocket präglas den av goda översättningar, de flesta av Sven Christer Swahn (sju titlar), några av Roland Adlerberth (tre titlar) och en av Mira Teeman. Bokserien hade som ambition att introducera nyskapande samtida författare för en svensk publik, exempelvis de ryska bröderna Arkadij och Boris Strugatskij, polacken Stanisław Lem och amerikanen Philip K. Dick. Som del av serien gavs boken 7 x framtiden ut i vilken Sven Christer Swahn presenterar författarskapen hos några av de författare som ingick i bokserien samt bidrar med en litterär analys av science fiction och framväxten av genren i Sverige.
Som komplement till romanserien utgavs också Swahns egen faktabok 7 x framtiden, som presenterade science fiction samt seriens författare i initierade essäer. Förlaget gav dock ut sin sista science fiction-bok redan 1978, Lems Den stora framtidskongressen.  
| Författare          | Titel                        | Publiceringsår | Originaltitel                               |
| ------------------- | ---------------------------- | -------------- | ------------------------------------------- |
| Mark Adlard         | Helt om!                     | 1974           | Volteface (1972)                            |
| Brian Aldiss        | Drivhuset                    | 1974           | Hothouse (1962)                             |
| Philip K. Dick      | Androidens drömmar           | 1974           | Do Androids Dream of Electric Sheep? (1968) |
| Philip K. Dick      | Flöda min gråt sa polisen    | 1975           | Flow my Tears, the Policeman Said (1974)    |
| Philip José Farmer  | Flodvärlden                  | 1975           | To Your Scattered Bodies Go (1971)          |
| Philip José Farmer  | Den sagolika flodbåten       | 1975           | The Fabolous Riverboat (1971)               |
| Keith Laumer        | Helvetshundarna              | 1974           | A Plague of Demons (1965)                   |
| Stanislav Lem       | Solaris                      | 1973           | Solaris (1961)                              |
| Sven Christer Swahn | 7 x framtiden                | 1974           | 7 x framtiden                               |
| Stanislav Lem       | Mögelmörkret (novellsamling) | 1975           | Opowiadania (1969)                          |
| A. & B. Strugatski  | Svårt att vara gud           | 1975           | Трудно быть богом (1964)                    |
| Roger Zelazny       | Skuggornas herre             | 1974           | Jack of Shadows (1971)                      |